# 傑佛瑞·G·巴特勒
喬治·傑佛瑞·吉爾伯特·巴特勒爵士(英語：Sir George Geoffrey Gilbert Butler，1887年8月15日 – 1929年5月2日)，英國歷史學家、政治家及大學教授，1923~1929年間擔任劍橋大學選區的國會議員。
巴特勒來自一個著名的學術及知識分子的家庭，是斯賓塞·珀西瓦爾·巴特勒 (Spencer Perceval Butler)的第九子，也是劍橋大學三一學院院長亨利·蒙塔古·巴特勒的外甥，其兄弟中也有三位受封為爵士：西里爾·肯德爾·巴特勒(Cyril Kendall Butler)、蒙塔古·謝拉德·道斯·巴特勒及斯賓塞·哈考特·巴特勒。他先後在克利夫頓學院及劍橋大學三一學院就讀，在三一學院時他獲得了英文詩歌校長金牌，並成為了劍橋大學辯論社的主席。他也是拉布·巴特勒的叔叔暨導師，且為其學生李德哈特的早期贊助人，李德哈特在他的葬禮上說：「從各方面來說，我從未有過更好的朋友」。巴特勒身為一位幹勁十足的保守黨員，是該黨於第一次世界大戰的歷史中極為重要的知識分子及政治人物，1917年的4月及5月，他成為了貝爾福任務的成員，並意圖促進英國及美國於一戰期間的合作。